# Piptochaetium palustre
Piptochaetium palustre là một loài thực vật có hoa trong họ Hòa thảo. Loài này được Muj.-Sall. & Longhi-Wagner miêu tả khoa học đầu tiên năm 1993.